# Enrique de Arribas y Turull
D. Enrique Maria de Arribas y Turull (Cuenca (?) - Biarritz, 29 de Agosto de 1952) foi um advogado, deputado às Côrtes e divulgador histórico.
Pessoa conservadora, originária duma família de grandes proprietários de Cañete que dominavam o círculo eleitoral, foi, como alguns dos seus parentes, deputado maurista por Cuenca entre 1916 e 1921.
No campo literário distinguiu-se pela fervorosa defesa que fez da tese da naturalidade galega de Cristóvão Colombo através de conferências em Espanha e Portugal, sendo que a conferência por si proferida na Sociedade de Geografia de Lisboa esteve na origem — como reacção contrária — das teorias da naturalidade portuguesa do descobridor do Novo Mundo.

## Escreveu
- Cristóbal Colón natural de Pontevedra. Memoria presentada por su autor a discusión en el Ateneo de Madrid el dia 17 de marzo de 1913. Madrid Tipografía “Sindicato de Publicidad”, calle de Barbieri, nº 8. 1913.